# University of Scranton
Die University of Scranton ist eine Privatuniversität in römisch-katholischer, jesuitischer Trägerschaft mit Sitz in Scranton, Pennsylvania. Sie ist eines von 28 Mitgliedern der Association of Jesuit Colleges and Universities.

## Geschichte
Die Hochschule wurde 1888 durch den ersten Bischof von Scranton, William O’Hara, als St. Thomas College gegründet. 1938 erhielt das College des Status einer Universität. Es wurde anfangs durch die Priester des Bistums, später durch die Christian Brothers geleitet. Bischof William Joseph Hafey übertrug 1942 die Leitung dem Jesuitenorden. Scott R. Pilarz SJ war von 2018 bis 2021 Präsident der Universität.

## Fakultäten
- College of Arts and Sciences
- The Kania School of Management

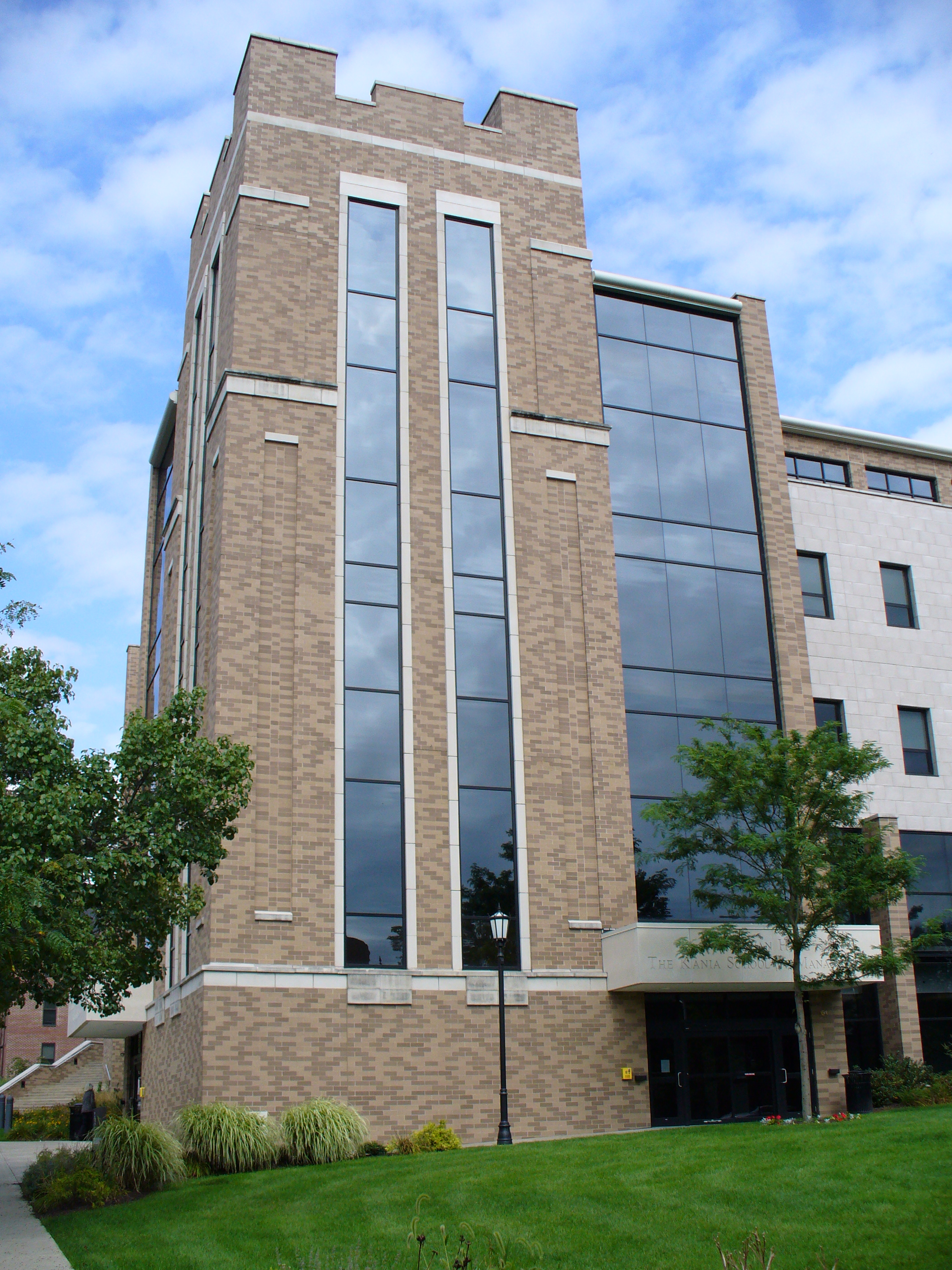
Ein Gebäude (Brennan Hall) der University of Scranton (2006)

- The Panuska College of Professional Studies
- The College of Graduate and Continuing Education (vormals The Dexter Hanley College)

## Zahlen zu den Studierenden, den Dozenten und zum Vermögen
Im Herbst 2021 waren 4.692 Studierende an der University of Scranton eingeschrieben. Davon strebten 3.487 (74,3 %) ihren ersten Studienabschluss an, sie waren also undergraduates. Von diesen waren 58 % weiblich und 42 % männlich; 4 % bezeichneten sich als asiatisch, 3 % als schwarz/afroamerikanisch, 11 % als Hispanic/Latino und 76 % als weiß. 1.205 (25,7 %) arbeiteten auf einen weiteren Abschluss hin, sie waren graduates. Es lehrten 413 Dozenten an der Universität, davon 281 in Vollzeit und 132 in Teilzeit. 2017 waren es 5.373 Studierende gewesen.
Der Wert des Stiftungsvermögens der Universität lag 2021 bei 287,2 Mio. US-Dollar und damit 28,1 % höher als im Jahr 2020, in dem es 224,3 Mio. US-Dollar betragen hatte.

## Sport
Die Teams der Athletikabteilung tragen den Spitznamen Royals bzw. Lady Royals. Die Universität spielt in Division III der National Collegiate Athletic Association (NCAA).